# Columba trocaz
Pombo-da-madeira ou pombo-trocaz (nome científico: Columba trocaz) é uma espécie de ave pertencente à família Columbidae, endêmica da ilha da Madeira.

## Taxonomia
O gênero Columba é o maior da família dos pombos (Columbidae), e tem a maior distribuição. Seus membros são tipicamente de cor cinza pálido ou marrom, geralmente com manchas brancas na cabeça ou no pescoço, ou manchas verdes ou roxas iridescentes no pescoço e no peito. As penas do pescoço podem ser enrijecidas e alinhadas para formar sulcos. Um dos vários subgrupos dentro dos Columba consiste no pombo-torcaz, no pombo-de-bolle, no pombo-da-madeira e no pombo-congolês. Pensa-se que os dois pombos endêmicos da Macaronésia, Bolle e Trocaz, são derivados de populações isoladas de C. palumbus.
Os arquipélagos atlânticos das Canárias, Açores e Madeira têm origem vulcânica e nunca fizeram parte de um continente. A formação da Madeira começou no Mioceno e a ilha estava substancialmente completa há 700 mil anos atrás. Em vários momentos no passado, as principais ilhas desses arquipélagos foram todas colonizadas por pombos ancestrais, que evoluíram em suas respectivas ilhas isoladamente das populações do continente. Sequências de DNA mitocondrial e nuclear sugerem que o ancestral do pombo-de-bolle pode ter chegado às Canárias por cerca de 5 milhões de anos, mas uma linhagem mais antiga que deu origem a outra endêmica das Canárias, Columba junoniae, pode ser de 20 milhões. A chegada mais recente de pombos na Madeira foi a que deu origem à subespécie C. palumbus maderensis.
O pombo-da-madeira foi formalmente descrito em 1829 por Charles Heineken, médico e ornitólogo britânico que morava na Madeira na época. Ele o reconheceu como diferente da forma local agora extinta do pombo-torcaz, que ele denominou "Palumbus", e observou que os dois pombos nunca se reproduziam nem se associavam habitualmente. Sugeriu a designação da nova espécie pelo nome local, "trocaz". Trocaz é uma variante de torcaz, como é chamado popularmente o Columba palumbus (pombo-torcaz). Trocaz e torcaz derivam, em última análise, do latim torquis, que significa colar, uma referência às manchas coloridas no pescoço dessas aves. O pombo-da-madeira é uma espécie monotípica, embora no passado o pombo-de-bolle fosse às vezes classificado como uma subespécie.

## Descrição

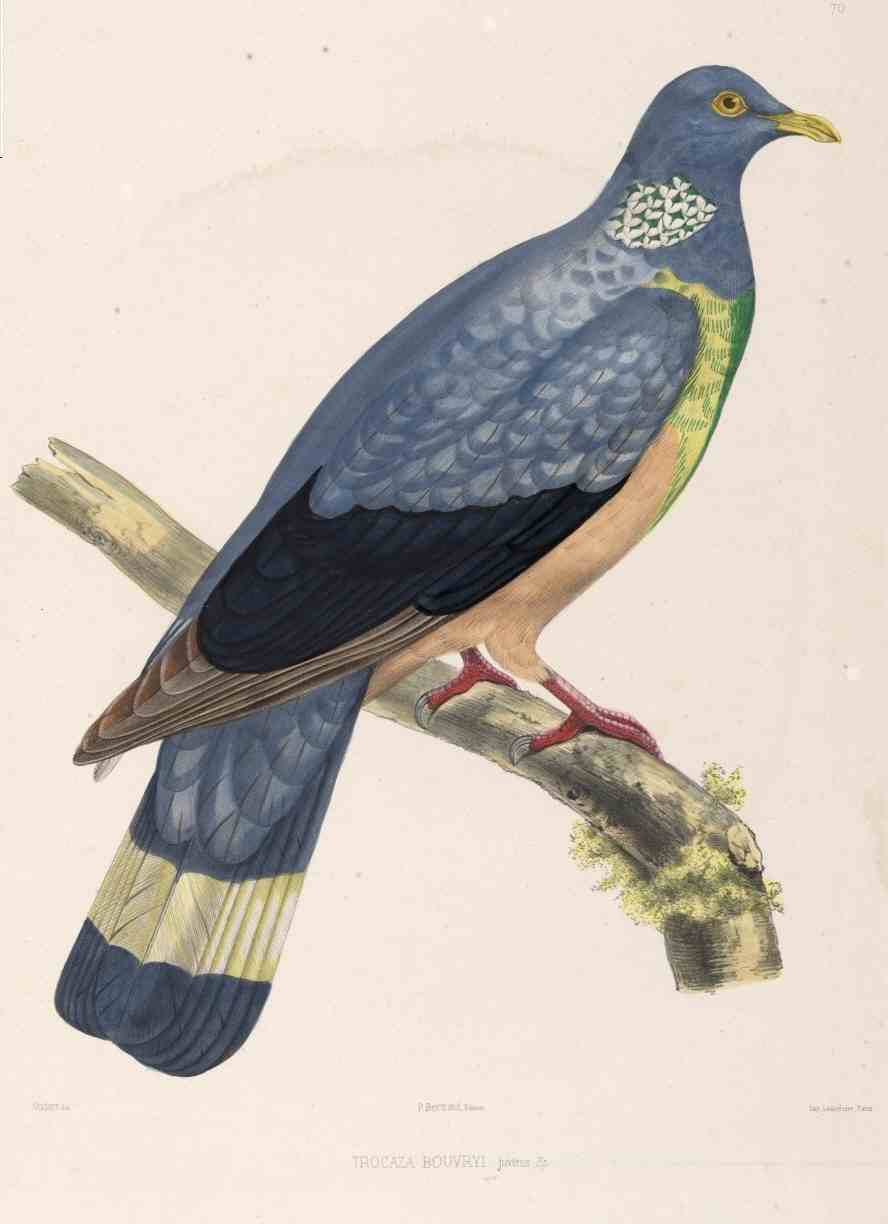
Charles Bonaparte descreveu o pombo-da-madeira como Trocaza bouvryi em 1855.

O pombo-da-madeira é uma ave de cor cinza-claro uniforme, com 40 a 45 cm de comprimento e 68 a 74 cm de envergadura. A parte superior do dorso tem um brilho violeta, ficando verde na parte posterior do pescoço, e os lados do pescoço são estampados em branco prateado. A cauda é enegrecida com uma larga faixa cinza pálido, e as penas de voo são predominantemente pretas. A parte superior do peito é rosada, o olho é amarelo, o bico tem a ponta amarela e a base roxo-avermelhada, e as pernas são vermelhas. Os sexos têm aparência semelhante, mas os jovens normalmente possuem uma plumagem mais marrom, com desenvolvimento limitado ou inexistente da faixa prateada no pescoço. Suas asas fechadas têm uma aparência escamosa devido às bordas pálidas das penas. A vocalização do pombo-da-madeira é mais fraca e mais profunda do que a do pombo-torcaz comum, geralmente composta de seis sílabas com o par de notas do meio estendido e destacado: uh-uh hrooh-hrooh ho-ho. Ao voar, parece pesado e de cauda grande, embora seu voo seja rápido e direto.
O pombo-torcaz comum tinha uma subespécie madeirense mal definida, Columba palumbus maderensis. Era mais pálida do que o pombo-da-madeira e tinha manchas nas asas brancas e uma iridescência verde mais extensa na nuca, mas foi extinto antes de 1924. O pombo-de-Bolle é mais parecido com o pombo-trocaz, embora não possua a mancha esbranquiçada e um peito mais extensamente rosa. No entanto, essa espécie é endêmica das Ilhas Canárias, portanto não há sobreposição de área de ocorrência. O único outro pombo atualmente presente na Madeira é o pombo-doméstico; ele é mais esbelto, tem asas mais pontudas e uma cauda muito menor. Muitas vezes tem marcas de asas escuras e um voo mais leve.

## Distribuição e habitat
O pombo-da-madeira é endêmico da principal ilha montanhosa do Atlântico subtropical, a ilha da Madeira, embora antes também se reproduzia na ilha vizinha de Porto Santo. Ocorre principalmente nas encostas norte das montanhas, mas também são encontrados, em menor número, no sul, onde restam fragmentos preservados da vegetação nativa.
O habitat natural é a floresta alta laurissilva ou áreas arbustivas densas de urze-molar que ficam cobertas por nuvens durante grande parte do ano. As florestas são compostas principalmente de louros-dos-açores, tis, vinháticos-das-ilhas, barbusanos, samoucos, folhadeiros e branqueiros. O pombo-da-madeira prefere florestas primárias, mas as de crescimento secundário são usadas para alimentação e as terras agrícolas também são visitadas, especialmente em épocas de escassez de frutos. A maioria dos pombos é encontrada abaixo de 1 000 metros de altitude, e seu ambiente preferido parece ser de encostas íngremes com ravinas ao longo de cursos de água artificiais, com alguns grandes louros-dos-açores mortos e muita urze-molar. Esta espécie é altamente móvel entre diferentes áreas em diferentes épocas do ano.

## Comportamento

### Reprodução

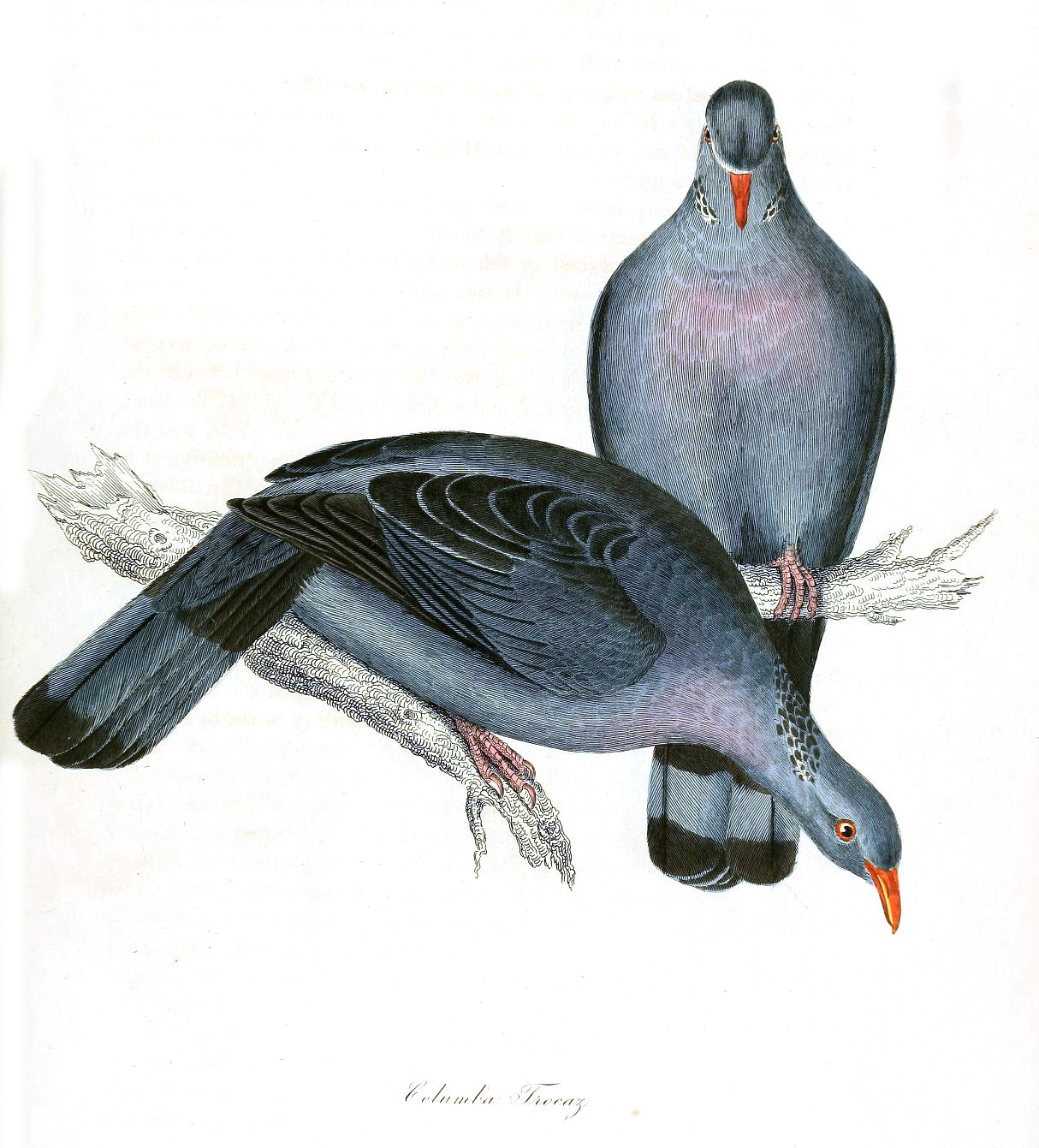
Ilustração antiga baseada num espécime obtido pelo Sr. Carruthers da Madeira em 1827.

Os pombos podem procriar desde o seu primeiro ano de vida. A construção do ninho ocorre ao longo do ano, embora principalmente de fevereiro a junho. A parada nupcial é semelhante à do Columba palumbus; o macho sobe rapidamente em voo, dá uma forte batida de asas e depois desliza para baixo com as asas e a cauda abertas. A exibição pode ser repetida duas ou três vezes antes que a ave retorne ao poleiro. No chão, o macho realiza uma exibição de reverência com o pescoço inflado para mostrar as manchas iridescentes do pescoço; enquanto isso, a cauda é levantada, abanada e depois fechada novamente. Esse cortejo geralmente é acompanhado de vocalizações. O ninho é uma construção típica de pombo, uma estrutura frágil de galhos e gramíneas, geralmente colocada no alto de uma árvore na floresta densa. Um ou raramente dois ovos brancos lisos são postos, embora nenhum ninho com dois filhotes tenha sido encontrado. Os ovos, com tamanho de 3 a 5 cm, são incubados por 19 a 20 dias; os jovens são capazes de voar em 28 dias e ficam independentes dentro de oito semanas.

### Dieta
O pombo-trocaz é exclusivamente herbívoro. Quase 60% de sua dieta é composta de frutas, com o restante sendo folhas e apenas 1% de flores. Os frutos de til, louro-da-terra e loureiro-real, e os frutos e folhas de azevinho são os alimentos mais frequentemente detectados. A maioria das sementes passa pelo sistema digestivo intacta, a exceção do louro-da-terra, que geralmente são danificadas. A fruta é o principal componente da dieta, quando está prontamente disponível no outono e inverno, e as folhas são consumidas na primavera e no verão, quando as frutas são escassas. Em um estudo, 27% das folhas consumidas vieram de árvores nativas, especialmente de azevinho, 61% de ervas e arbustos e quase 10% de árvores introduzidas, principalmente maçãs e pêssegos. Este pombo se alimentará em áreas agrícolas, onde o repolho é a planta de colheita mais comum. As fezes de pombos de áreas agrícolas contêm poucas plantas nativas e as amostras das florestas têm poucas espécies de culturas, portanto, algumas aves individuais podem se concentrar nas culturas. A alimentação em terras cultivadas é mais comum no inverno, quando as frutas estão prontamente disponíveis, por isso parece não ser uma escassez de alimentos naturais que os leva a deixar a floresta, mas é principalmente oportunista, resultante dos movimentos das aves nas proximidades da floresta. No entanto, quando a colheita de frutas do Til e dos Açores Laurel é baixa, um grande número de pombos pode deixar a floresta para se alimentar de repolho, cerejas e brotos de videira. A competição por comida com ratos pode ser significativa em partes da ilha.

## Conservação
O pombo-da-madeira se reproduzia tanto na ilha principal da Madeira como na ilha vizinha do Porto Santo. Era muito abundante quando as ilhas foram colonizadas pela primeira vez por seres humanos, mas foi extirpada no Porto Santo, e em 1986 sua população havia sido reduzida para cerca de 2 700 aves. A caça foi proibida naquele ano e agora existem entre 7 500 e 10 000 indivíduos em aproximadamente 160 quilômetros quadrados de habitat adequado. As perdas nas duas ilhas, as únicas habitadas no arquipélago, foram em grande parte resultado da retirada de madeira, e da conversão da vegetação em terras agrícolas e de pastagem.
A retirada do gado de área de floresta nativa permite que a vegetação se regenere e crie um habitat mais propício à ave. Algumas caçadas e envenenamentos ilegais continuam por causa dos danos que esse pombo pode causar às lavouras, e o governo permitiu o abate em 2004. Talvez o principal fator limitante para seu aumento populacional seja a predação pela introdução de ratos-pretos em seus ovos e fihotes. O Parque Natural da Madeira possui um plano de manejo para o pombo-da-madeira, e espera-se que uma campanha de educação e promoção de afugentadores de aves reduza a perseguição. Sua população crescente resultou na atual classificação como "espécie pouco preocupante" na Lista Vermelha da União Internacional para a Conservação da Natureza e dos Recursos Naturais, uma melhoria em relação ao seu status de "espécie ameaçada" em 1988. Esta espécie é protegida pela Diretiva Aves da União Europeia e pela Diretiva Habitats das florestas laurissilvas.